# Myślenie lateralne

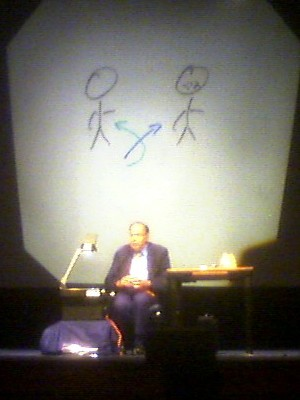
Edward de Bono

Myślenie lateralne (ang. lateral thinking, lub myślenie w bok) – termin wprowadzony w roku 1967 przez Edwarda de Bono i oznaczający nowe spojrzenie na sytuację (kreatywność), dostrzeżenie nowych możliwości (nowe idee), przeformułowanie problemu dające szansę rozwiązania go nowymi metodami.
Myślenie lateralne to gotowość do pozbycia się sztywności w postrzeganiu i rozumieniu świata, zdolność patrzenia na problem z różnych stron. Takie podejście pozwala na świadome poszukiwanie nowych, alternatywnych rozwiązań (np. za pomocą myślenia twórczego). Edward de Bono podkreśla, że jednym z narzędzi myślenia lateralnego jest poczucie humoru i kilka prostych zasad:
- Nie stosuj się do zasad, których nie ma
- Uważaj na etykietki
- Obserwuj szczegóły
- Zerwij z rutyną

Myślenie lateralne to zdolność tworzenia pozornie nieistniejących połączeń i świadoma rezygnacja z gotowych rozwiązań i wzorów na rzecz znalezienia lepszych rozwiązań.